# Xoclengue
Cet article concerne la langue xokleng. Pour le peuple xokleng, voir Xokleng.
Le xoclengue, appartenant à la famille jê et au groupe macro-jê, est pratiqué par les Xoklengs, les habitants des collectivités indigènes installées dans l'État de Santa Catarina dans le Sud du Brésil. En 1997, il y avait 723 personnes dans la tribu (recensement de FUNAI), cependant, tous n'étaient pas des Xoklengs. À cause de cela, des travaux ont commencé pour connaitre le degré de connaissance de ce langage par les autochtones. Il y a des gens qui ne parlent pas xoclengue, et la plupart des enfants ont comme langue maternelle le portugais brésilien.

## Vocabulaire
| Xoclengue   | Français |
| ----------- | -------- |
| a-kréng     | tête     |
| a-numá-ma   | langue   |
| a-kuná-ma   | yeux     |
| a-yomamá-ma | oreille  |
| ngoyo-ma    | eau      |
| pé-ma       | feu      |
| lá          | soleil   |
| megló-ma    | jaguar   |
| poné-ma     | cobra    |
| nghára      | maïs     |
| umarikélko  | trois    |